# Etmopterus lucifer
Etmopterus lucifer – gatunek drapieżnego, morskiego rekina z rodziny Etmopteridae.

## Występowanie
Wody przybrzeżne Australii, Nowej Zelandii i południowej Azji aż do Japonii. 

## Środowisko
Morskie wody, przybrzeżna strefa batialu na głębokości 150–1200 m.

## Opis
Dwie płetwy grzbietowe, tylna duża, przednia mała, obie z kolcami, płetwa odbytowa nie występuje, płetwy piersiowe duże. Długi ogon z małą płetwą ogonową. Oczy duże, pysk krótki. Barwa brązowa, brzuch czarny, wzorzysty. Ma narządy świetlne.
Dorasta do 47 cm długości.

## Pokarm
Drobne ryby i głowonogi.

## Rozmnażanie
Prawdopodobnie jajożyworodne, wielkość miotu nieznana.